# Mazda CX-60
El Mazda CX-60 es un SUV crossover de tamaño medio producido por el fabricante de automóviles japonés Mazda desde 2022. Es el primer vehículo que utiliza la trasera de Mazda y la tracción total Skyactiv con disposición de motor longitudinal, que incluye una gama de motores straight-six. También es el primer vehículo de Mazda que incorpora una opción de híbrido enchufable.
El CX-60 se comercializará en Europa, Japón, Australia y otros mercados, mientras que el mercado norteamericano recibirá el CX-70, más amplio. Por tamaño, es más grande que el CX-5 y el CX-50, y más pequeño que el CX-8 y el CX-9.

## Descripción

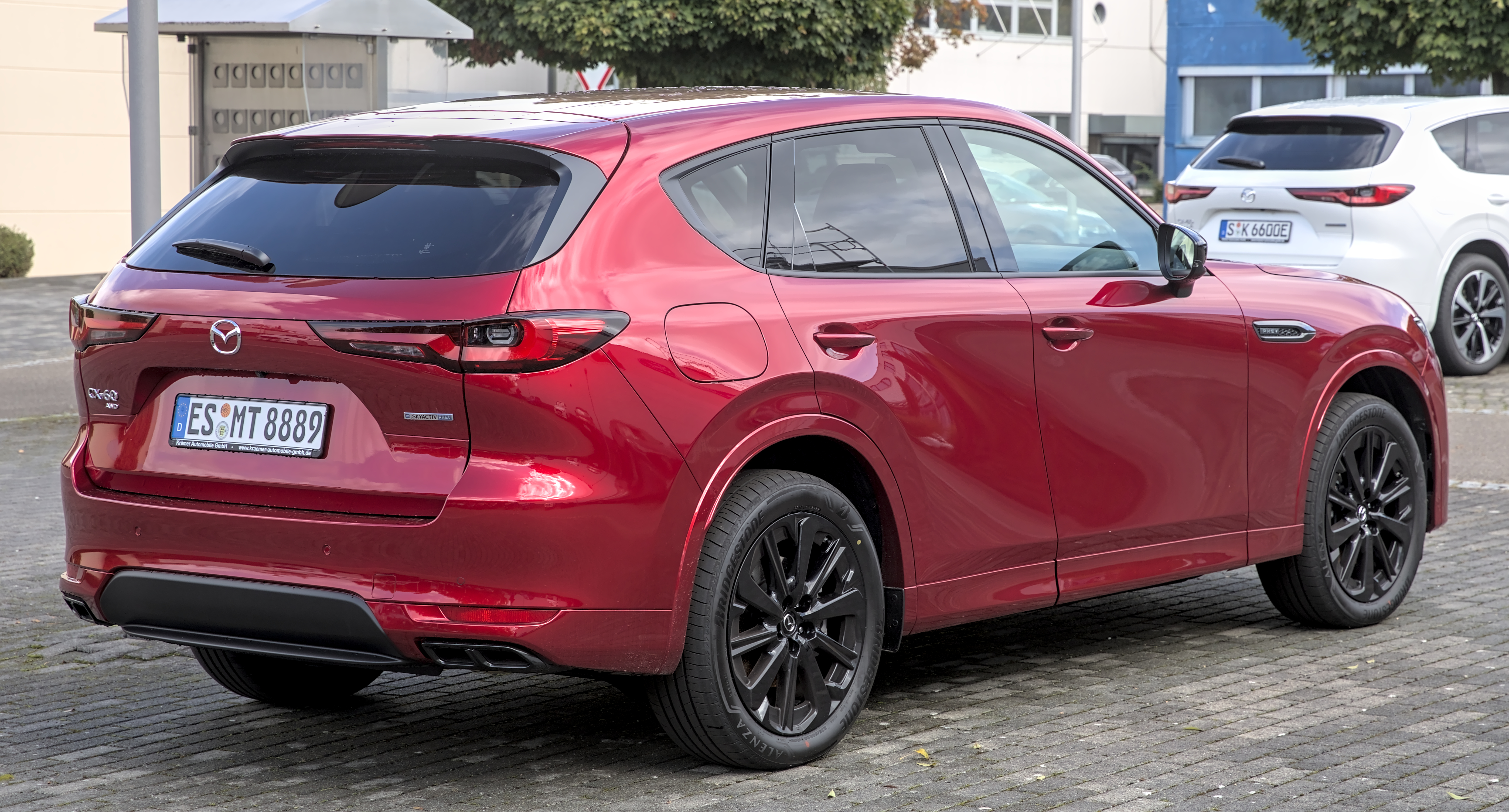
Vista trasera.

El CX-60 se presentó el 8 de marzo de 2022 como parte del recién creado "Grupo de Productos Grandes" de Mazda, que incluye una gama de vehículos de mayor tamaño con disposición de tracción trasera y total. Debido al cambio a la disposición basada en la tracción trasera, el modelo se desplaza hacia el mercado superior de los modelos de las marcas de lujo.
El CX-60 es un vehículo de dos filas de asientos que utiliza la tracción total a tiempo completo con inclinación trasera, comercializada como "i-Activ AWD". También cuenta con el sistema Kinematic Posture Control, que aplica los frenos a la rueda trasera interior para contener el balanceo de la carrocería.
El modelo híbrido enchufable de gasolina (PHEV) será la primera variante que saldrá al mercado. Utiliza el actual motor de 2,5 litros Skyactiv-G combinado con un motor eléctrico y una batería de 17,8 kWh de batería de iones de litio que dan como resultado una potencia combinada de 241 kW (323 HP; 328 CV) y 500 N·m (51,0 kg·m; 368,8 lb·pie) de par. Tiene una capacidad de remolque de 2500 kg (5512 lb) con una cifra declarada de 0-100 km/h (0-62 mph) de 5,8 segundos.
Otras opciones de motorización incluyen dos unidades de nuevo desarrollo, que son el diésel e-Skyactiv D de 3,3 litros y el gasolina e-Skyactiv X de tres litros con tecnología de encendido por chispa-compresión, ambas unidades de seis cilindros en línea con sistema mild hybrid de 48V y que saldrán a la venta a finales de 2022 y 2023 respectivamente. Todos los CX-60 estarán equipados con una caja de cambios automática de 8 velocidades con un embrague multidisco y un generador eléctrico integrado que sustituye al convertidor hidráulico como embrague de entrada para preservar las prestaciones en curva de un sistema de tracción trasera.